# Franz Iffland

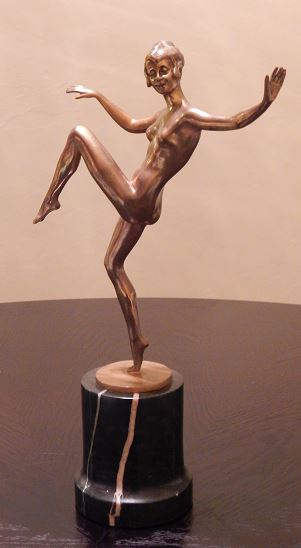
Art-déco-Skulptur einer Tänzerin, c. 1924

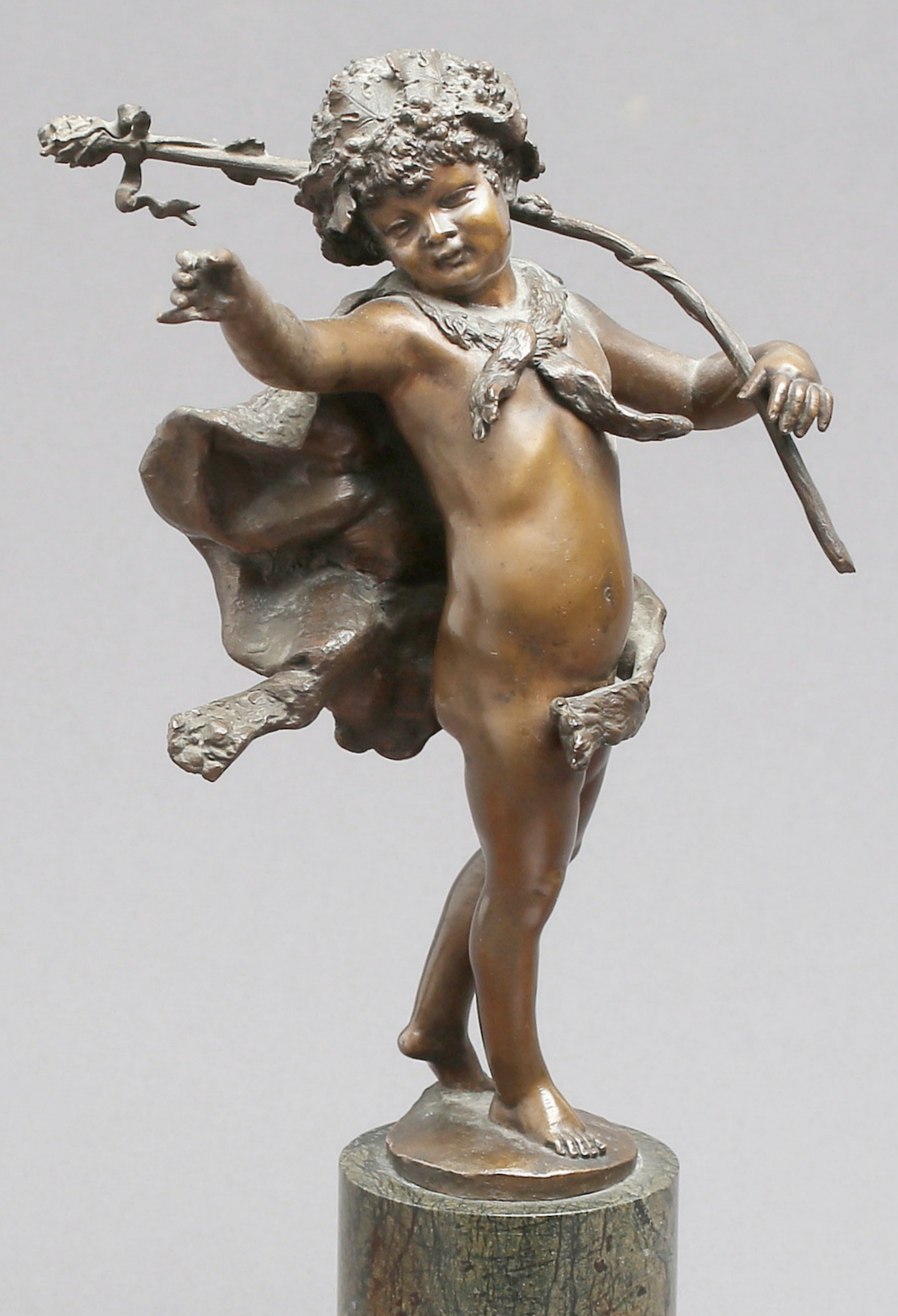
Junger Bacchus oder Bacchant, c. 1891. Die Statuette lehnt sich ikonographisch an Michelangelos Bacchus an: Trauben, Efeu, Raubtierfell, Trinkschale (hier fehlend)

Franz Carl Wilhelm Ernst Iffland (* 3. Dezember 1862 in Tempelhof; † 13. April 1933 in Berlin) war ein deutscher Bildhauer und Maler.
Iffland schuf Porträtbüsten und Bronzefiguren zu überwiegend mythologischen oder genrehaften Inhalten. Er nahm 1886, 1887, 1888, 1890 und 1892 an den Ausstellungen der Königlichen Akademie der Künste teil. So waren im Jahr 1886 die Werke „Verwundeter Krieger“, die Büste „Lachender Italiener“ und die Bronzestatuetten „Ein Paar Figuren musizierender Kinder“ zu sehen. Zu dem Zeitpunkt wohnte er in der Baruther Straße Nr. 5 in Berlin. 1892 war er mit den Figuren eines „Reiftreibers“ und einer „Schnurspringerin“ vertreten. 1893 stellte er weitere Objekte bei der Großen Kunstausstellung in Berlin aus.
Bildgießereien, die für Iffland arbeiteten, sind gelegentlich auf den Bronzen vermerkt, etwa durch den Gießerstempel der Bildgießerei Kraas (Berlin) oder den Gießerstempel  „Akt. Ges. H.G. u. S“ (Hermann Gladenbeck und Sohn, Berlin).
An dem Wettbewerb zur Errichtung eines Lessingdenkmals in Berlin nahm er 1886 erfolglos teil.